# 哈萨克斯坦行政区划
哈萨克斯坦行政区划包括17个州和3个直辖市，州再劃分為177個區。
| 徽章   | 行政區         | 首府         | 面积（km2） | 人口（2009） | ISO 3166-2:KZ |
| ------ | -------------- | ------------ | ----------- | ------------ | ------------- |
| 直辖市 |                |              |             |              |               |
|        | 阿斯塔納       | 阿斯塔納     | 000,710     | 0,613,006    | KZ-AST        |
|        | 阿拉木圖       | 阿拉木圖     | 000,319     | 1,365,632    | KZ-ALA        |
|        | 奇姆肯特       | 奇姆肯特     | 000,347     | 0,854,500    | KZ-SHY        |
| 州     |                |              |             |              |               |
|        | 阿拜州         | 塞梅伊       | 185,500     | 0,638,300    | 待定          |
|        | 阿克莫拉州     | 科克舍套     | 146,219     | 0,737,495    | KZ-AKM        |
|        | 阿克托貝州     | 阿克托比     | 300,629     | 0,757,768    | KZ-AKT        |
|        | 阿拉木圖州     | 卡普恰蓋     | 105,263     | 1,497,025    | KZ-ALM        |
|        | 阿特勞州       | 阿特勞       | 118,631     | 0,510,377    | KZ-ATY        |
|        | 江布爾州       | 塔拉兹       | 144,264     | 1,022,129    | KZ-ZHA        |
|        | 杰特苏州       | 塔爾迪庫爾干 | 118,648     | 0,650,000    | 待定          |
|        | 卡拉干達州     | 卡拉干達     | 239,045     | 1,379,061    | KZ-KAR        |
|        | 庫斯塔奈州     | 庫斯塔奈     | 196,001     | 0,885,570    | KZ-KUS        |
|        | 克孜勒奧爾達州 | 克孜勒奧爾達 | 226,019     | 0,678,794    | KZ-KZY        |
|        | 曼吉斯套州     | 阿克套       | 165,642     | 0,485,392    | KZ-MAN        |
|        | 巴甫洛達爾州   | 巴甫洛達爾   | 124,800     | 0,742,475    | KZ-PAV        |
|        | 北哈薩克斯坦州 | 彼得罗巴甫尔 | 097,993     | 0,596,535    | KZ-SEV        |
|        | 突厥斯坦州     | 突厥斯坦     | 117,249     | 2,469,357    | KZ-YUZ        |
|        | 東哈薩克斯坦州 | 厄斯克門     | 097,800     | 0,717,600    | KZ-VOS        |
|        | 乌勒套州       | 杰兹卡兹甘   | 188,900     | 0,227,000    | 待定          |
|        | 西哈薩克斯坦州 | 烏拉爾       | 151,339     | 0,598,880    | KZ-ZAP        |

## 行政區劃沿革
1936年12月5日
- 哈薩克斯坦建立時，下轄八個行政區:西哈薩克斯坦州、阿克托貝州、南哈薩克斯坦州、東哈薩克斯坦州、北哈薩克斯坦州、卡拉干達州、庫斯塔奈州 及 阿拉木圖州。
- 哈薩克斯坦建立時，首都位於 阿拉木圖。

1938年
- 自 西哈薩克斯坦州 建立 古里耶夫(阿特勞)州。
- 自 南哈薩克斯坦州 建立 克孜勒奥爾達州。
- 自 北哈薩克斯坦州 建立 巴甫洛達爾州。

1939年
- 自 東哈薩克斯坦州 建立 塞米巴拉金斯克州。
- 自 南哈薩克斯坦州 建立 江布爾州。
- 自 北哈薩克斯坦州 建立 阿克穆林斯克(阿克莫拉)州。

1944年
- 自 阿拉木圖州 建立 塔爾迪庫爾干州。
- 自 北哈薩克斯坦州 建立 科克舍套州。

1959年
- 將 塔爾迪庫爾干州 併入 阿拉木圖州。

1960年
- 將 阿克穆林斯克(阿克莫拉)州 併入 科克舍套州。

1961年
- 自 科克舍套州 建立 切利諾格勒(阿克莫拉)州。

1967年
- 自 阿拉木圖州 再次建立 塔爾迪庫爾干州。

1970年
- 自 庫斯塔奈州 和 切利諾格勒(阿克莫拉)州 建立 圖爾蓋州。

1973年
- 自 卡拉干達州 建立 折仔喀孜干州。
- 自 古里耶夫(阿特勞)州 建立 曼格斯套州。

1988年
- 將 卡拉干達州 西擴。
- 將 圖爾蓋州 併入 庫斯塔奈州 和 切利諾格勒(阿克莫拉)州。
- 將 曼格斯套州 併入 古里耶夫州。

1990年
- 自 庫斯塔奈州 和 切利諾格勒(阿克莫拉)州 再次建立 圖爾蓋州。
- 自 古里耶夫(阿特勞)州 再次建立 曼格斯套州。

1997年4月22日(行政區改革)
- 將 圖爾蓋州 再次併入 庫斯塔奈州 和 阿克莫拉州。
- 將 塞米巴拉金斯克州 併入 東哈薩克斯坦州。
- 將 科克舍套州 併入 北哈薩克斯坦州。
- 將 塔爾迪庫爾干州 再次併入 阿拉木圖州。
- 將 折仔喀孜干州 併入 卡拉干達州。

1997年12月10日(行政區改革)
- 哈薩克斯坦 將首都自 阿拉木圖 遷移至 阿克莫拉。

1998年5月6日
- 將 阿克莫拉 更名為 阿斯塔納。

1999年
- 將 阿克莫拉州 北擴，並將 阿克莫拉州 首府遷移至 科克舍套。

2001年
- 將 阿拉木圖州 首府遷移至 塔爾迪庫爾干。

2018年
- 將 南哈薩克斯坦州 更名為 突厥斯坦州，並將 突厥斯坦州 首府自 奇姆肯特 遷移至 突厥斯坦。
- 將 奇姆肯特 升格為直轄市。

2019年3月23日
- 將 阿斯塔納 更名為 努爾-蘇丹。

2022年6月8日
- 托卡耶夫总统正式批准析东哈萨克斯坦州并以塞梅伊为主体建立阿拜州，析卡拉干达州并以杰兹卡兹甘为主体建立乌勒套州，并将阿拉木图州拆分为首府为塔爾迪庫爾干的杰特苏州和首府为库纳耶夫的新阿拉木图州。

2022年9月17日
- 將 努爾-蘇丹 复名為 阿斯塔納 。

## 資料來源
- GeoHive